# Mankouta
Mankouta är en ort i Guinea.   Den ligger i prefekturen Boffa och regionen Boke Region, i den västra delen av landet, 140 km nordväst om huvudstaden Conakry. Mankouta ligger 1 meter över havet och antalet invånare är 17 250.
Terrängen runt Mankouta är platt. Runt Mankouta är det ganska glesbefolkat, med 42 invånare per kvadratkilometer. Närmaste större samhälle är Tounyifili, 15,2 km söder om Mankouta. I omgivningarna runt Mankouta växer huvudsakligen savannskog.